# Treron phayrei
El vinago del Himalaya (Treron phayrei) es una especie de ave columbiforme de la familia Columbidae propia de sur de Asia.

## Distribución
Su área de distribución se extiende desde Nepal, a través de Bután, Bangladés, el noreste de la India, el sur de Yunnan, Birmania, Laos y Camboya hasta Vietnam.

## Subespecies
Se reconocen dos subespecies:
- T. p. conoveri Rand & Fleming, RL, 1953 – en Nepal;
- T. p. phayrei (Blyth, 1862) – desde el noreste de la India hasta el suroeste de China y el sur de Indochina.